# Національний заповідник «Києво-Печерська лавра»
Національний заповідник «Києво-Печерська лавра» (НЗКПЛ; до 24 грудня 2020 — Національний Києво-Печерський історико-культурний заповідник)  — музейний комплекс, що діє на території Києво-Печерської лаври. Був заснований у 1922 році, у 1996 році отримав статус національного. Є найбільшим музейним комплексом України, де зосереджено 144 пам'ятки історії та культури. Серед них — два унікальних підземних комплекси (дальні і ближні печери), храми, пам'ятки архітектури XI—XIX ст., виставкові приміщення.
На території заповідника знаходиться кілька музеїв, що не підпорядковуються заповіднику: Музей книги та друкарства, Музей українського народного декоративного мистецтва, Музей театрального, музичного та кіномистецтва, Скарбниця Музею історії України.

## Історія

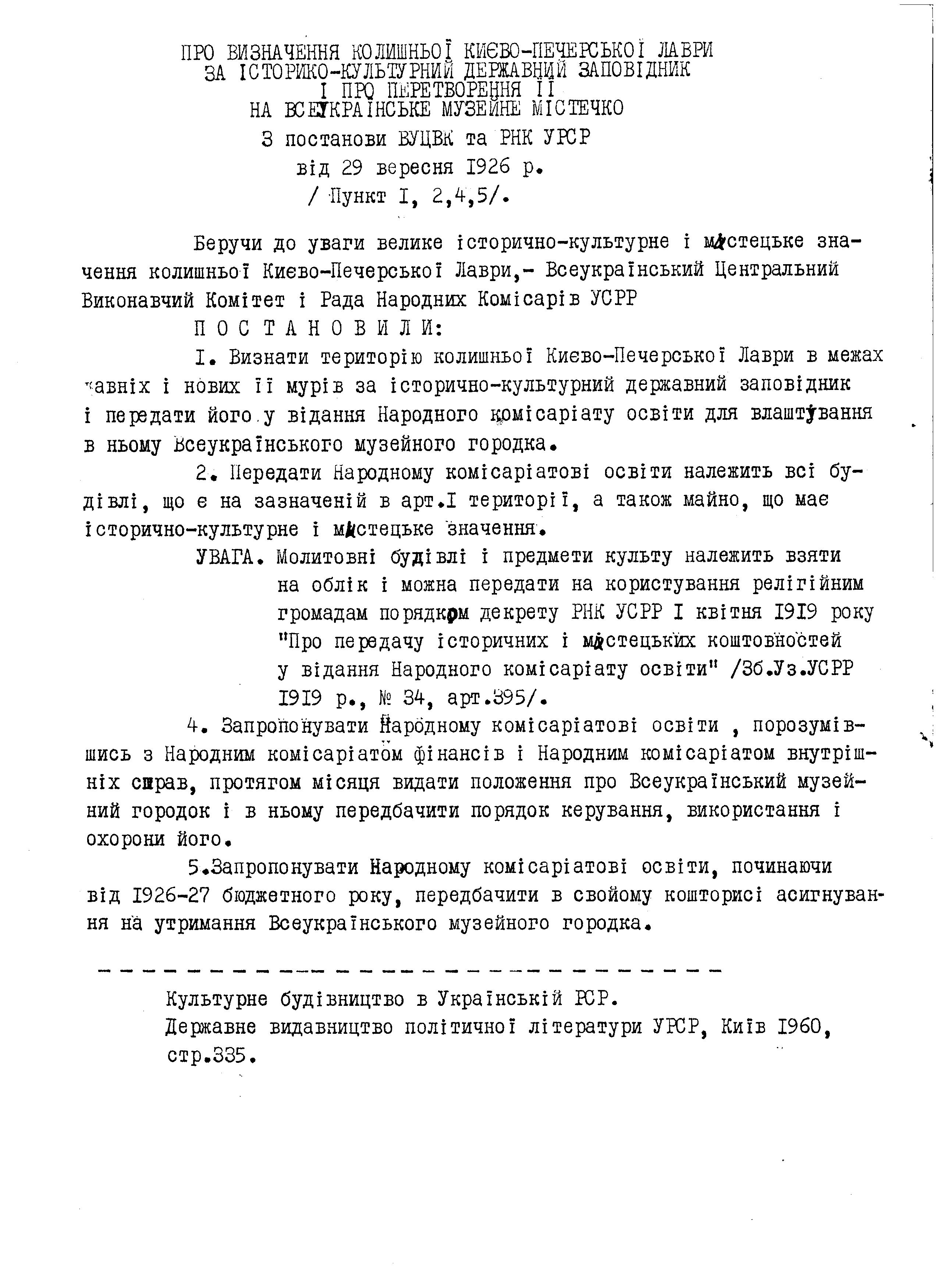
Постанова Про визнання колишньої Києво-Печерської лаври історико-культурним державним заповідником

26 травня 1922 на засіданні Київського комітету з охорони пам'яток мистецтва було ухвалено постанову «Про організацію Музею культів і побуту».
29 вересня 1926 ВУЦВК і Рада Народних Комісарів УСРР ухвалили постанову «Про визнання колишньої Києво-Печерської лаври історико-культурним державним заповідником і перетворення її на Всеукраїнський музейний городок». Згідно з постановою, до складу заповідника увійшли: Музей культів і побуту, музеї нумізматики, староукраїнської будівельної техніки, українських старожитностей, І Всеукраїнська реставраційна майстерня, друкарня Всеукраїнської академії наук, храми, фортечні мури, Ближні та Дальні печери, дзвіниці, архівний фонд Києво-Печерської лаври, бібліотеки.
У роки Другої світової війни значну частину пам'яток було пошкоджено, підірвано головний храм монастиря — Успенський собор.
У листопаді 1943 заповідник відновив свою діяльність. Протягом 1950-1990-х провадив значні відновлювальні та ремонтно-реставраційні роботи.
14-та сесія Міжурядового комітету ЮНЕСКО у 1990 внесла Києво-Печерську лавру до Списку пам'яток всесвітньої культурної спадщини.
Указом Президента України від 13 березня 1996 заповідникові надано статус національного.
У серпні 2000 відбулося освячення відбудованого Успенського собору.
Заповідник видає книги, каталоги виставок, збірники наукових праць «Лаврський альманах», «Могилянські читання» тощо.

## Фондова колекція
Фондова колекція Національного заповідника «Києво-Печерська лавра» нині нараховує більше 70 000 одиниць зберігання, серед яких культові вироби з дорогоцінних металів, предмети іконопису, портрети церковних діячів та світських осіб, коштовні тканини з гаптуванням, стародруки, графічні роботи, фото, археологічні речі тощо. Це переважно експонати XVII—XX століть.
Роботи з формування історичних і мистецьких колекцій почали проводитися лаврським музеєм на початку 1920-х, у складних умовах нищення радянською владою церков і культових предметів. Завдяки музею була збережена значна кількість історичних пам'яток. У довоєнний період музей зібрав одну з найкращих у світі колекцій іконопису, цінні колекції культового одягу та виробів з дорогоцінних металів. Під час Німецько-радянської війни зібрання музею зазнало значних втрат. У 1941 році музейна колекція з дорогоцінних металів була евакуйована до Уфи і у повоєнні роки повернута. Проте, ті колекції, що залишалися в місті в період німецької окупації Києва, були пограбовані, частково вивезені до Німеччини, частково знищені під час руйнації Успенського собору. Було втрачено найкращу частину зібрання іконопису. Роботи з відтворення фондових колекцій розпочалися у 1944. Під час розбирання руїн Успенського собору вдалось врятувати значну частину коштовних тканин. Частково були повернуті цінні речі з Лаври, що під час окупації потрапили до інших київських музеїв, незначну кількість музейних предметів повернули з Німеччини. У 1949 фонди заповідника налічували понад 36 000 одиниць зберігання, розширення фондів не припинялось у наступні роки.

## Зібрання виробів із металу
Зібрання виробів з металу налічує понад 11 000 різноманітних предметів і є одним з найкращих в Україні. Значну його частину складають культові речі з ризниць київських церков і монастирів, а також колишнього Церковно-археологічного музею при Київській духовній академії. Це, зокрема, офіри та меморіальні речі — потири, хрести, дарохранильниці, дискоси, таці, шати ікон та інше. Справжніми раритетами православного світу і унікальними витворами мистецтва є представлені у зібранні хрести Марка Печерника (XI—XII століття), Київського митрополита Макарія (XV століття), Київського митрополита Гедеона Святополка-Четвертинського (1665 рік) та інші.

## Зібрання живопису
Зібрання живопису налічує понад 2 900 ікон і рідкісних картин на біблійні теми українських майстрів XVI — початку XX століть. У зібранні іконопису представлені роботи майстрів Волині, Галичини, Чернігівщини, Київщини, найдавніші ікони походять з Холмщини, що нині у складі Польщі. Чимало ікон належать до іконописної майстерні Києво-Печерської лаври, передусім, це копія лаврської чудотворної ікони «Успіння Пресвятої Богородиці», датована XVII століттям. Особливою цінністю вирізняються ікони «Зішестя у пекло», «Вознесіння», «Втеча до Єгипту» тощо, а також картини XVIII століття релігійної тематики, які раніше прикрашали зворотний бік іконостаса Троїцької надбрамної церкви. Окремої уваги заслуговує збірка портретів українських церковних діячів, серед яких портрети київських митрополитів Петра Могили, Іоасафата Кроковського, Варлаама Ясинського, лаврських архімандритів Єлисея Плетенецького, Йосипа Тризни, Інокентія Ґізеля та інші.

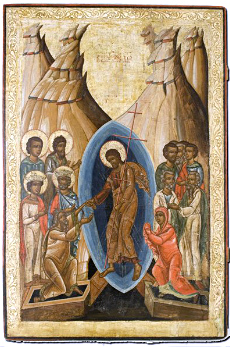
Ікона «Зішестя у пекло». Волинь, XVI ст.
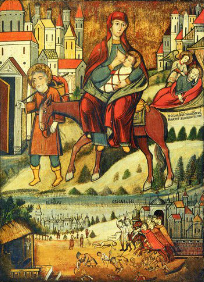
Ікона «Втеча до Єгипту». Галичина, перша половина XVII ст.
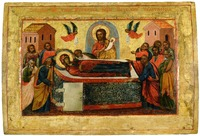
Ікона «Успіння Пресвятої Богородиці». Іконописна майстерня Києво-Печерської лаври, XVII ст.
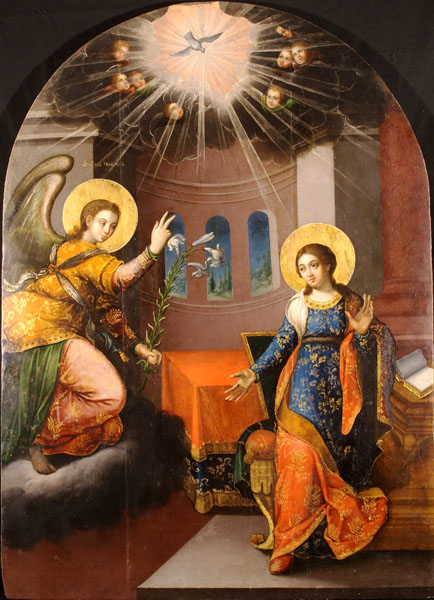
Ікона «Благовіщення». Київ, середина XVIII ст.
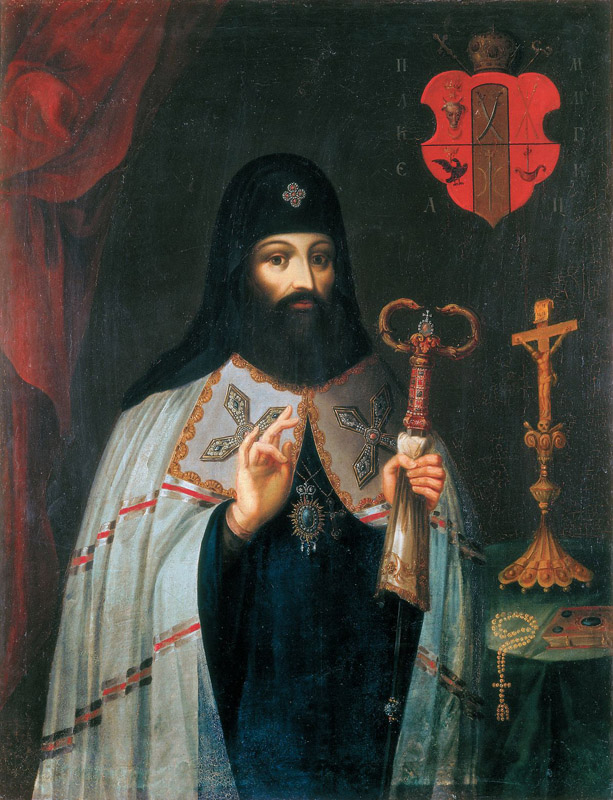
Портрет митрополита Петра Могили. Київ, XIX ст.

## Зібрання виробів із тканин
Зібрання виробів з тканин налічує понад 7 000 пам'яток XVI — початку XX століття. В основному це предмети церковного вжитку, такі як сакоси, фелони, стихарі, митри, плащівниці, палиці, єпитрахилі тощо. Здебільшого вони виконані з парчі та оксамиту й прикрашені сюжетними сценами, гаптованими срібними та золотими нитками. Найбільшу історичну і художню цінність має група з близько півтори сотні вкладних пам'яток. Серед них представлені роботи гаптарської майстерні Києво-Вознесенського монастиря, зокрема, воздухи з композиціями «Не ридай мене мати», «Різдво Богородиці», «Покрова» та інші.

## Зібрання стародруків
Фонди заповідника мають чималу збірку стародруків, виданих у Києво-Печерській лаврі, а також рідкісні видання львівської, чернігівської, острозької й інших друкарень. Найдавнішим українським стародруком у колекції є «Апостол», надрукований Іваном Федоровим у Львові у 1574.
Друкарня Києво-Печерської лаври заснована у 1615 і діяла впродовж близько 300 років. Серед її видань є книга першої чверті XVII століття — «Бесіди Іонанна Златоуста на 14 послань святого апостола Павла» (1623); особливу історичну і художню цінність мають, зокрема, книга «Тріодь пісна» (1627), Патерик Печерський (1661), «Синопсис» (1674, вважається першою друкованою книжкою з української історії). Зовнішнє оформлення лаврських видань вирізнялось пишністю, вони часто оправлялись шкірою з тисненими зображеннями святих. Більшість Євангелій оздоблювали оправами, карбованими з дорогоцінних металів, прикрашали гравірованими чи фініфтевими медальйонами, коштовним камінням тощо. У колекції нараховується кілька сотень богослужбових книг у металевих оправах.

## Охорона та реставрація пам'яток
З метою забезпечення збереження комплексу нерухомих пам'яток та об'єктів культурної спадщини Національного Києво-Печерського історико-культурного заповідника проводяться дослідження; опрацьовуються відповідні матеріали щодо підготовки облікової документації на ці об'єкти; здійснюється моніторинг технічного стану, умов використання пам'яток та об'єктів історико-культурної спадщини, території Заповідника і його буферної зони, виконуються заходи з їх ремонту, реставрації, музеєфікація, пристосування.
У 2014 за литовською ініціативою було розпочато проект з відновлення надгробного пам'ятника князю Костянтину Івановичу Острозькому, що знаходився в Успенському соборі Києво-Печерської лаври, і не був реконструйований у процесі відбудови собору.

## Генеральні директори
- Красицький Дмитро Филимонович (1946—1948);
- Кібальник Юрій Дем'янович (1979—1995);
- Кролевець Сергій Павлович (1995—2010);
- Громова Марина Едуардівна (2010—2012);
- Ліснича Вікторія Миколаївна (23 січня — 9 серпня 2012);
- Михайлина Любомир Павлович (5 вересня 2012 — 5 вересня 2017)[9];
- Рудник Олександр Володимирович (в. о., 5 вересня 2017[джерело?] — 2023);
- Остапенко Максим Анатолійович (14 квітня 2023[10]—28 жовтня 2023 в. о., 28 жовтня 2023[11] — 22 травня 2025[12][13]).
- Котляревська Світлана Сергіївна (з 22 травня 2025[14] в. о.).

## Музеї та бібліотеки на території
На території Києво-Печерського історико-культурного заповідника знаходиться низка музеїв та інших закладів культури, які не є частиною заповідника.
- Скарбниця Національного музею історії України
- Музей книги та друкарства України
- Національний музей українського народного декоративного мистецтва
- Державний музей театрального, музичного та кіно-мистецтва України
- Національна історична бібліотека України
- Національна академія керівних кадрів культури і мистецтв
- Музей мікромініатюр Миколи Сядристого